# Biparietata
Biparietata es un género de foraminífero bentónico de la familia Nodosinellidae, de la superfamilia Nodosinelloidea, del suborden Fusulinina y del orden Fusulinida. Su especie tipo es Biparietata ampula. Su rango cronoestratigráfico abarca el Kunguriense (Pérmico medio).

## Clasificación
Biparietata incluye a la siguiente especie:
- Biparietata ampula †